# Setra
A Setra egy német járműgyártó cég, a Daimler Buses buszdivíziójának tagja, a Mercedes-Benz Group leányvállalata.
A "Setra" név a német "selbsttragend" (önhordó) szóból származik. 1995-ig a cég Kässbohrer-Setra néven működött, de abban az évben gazdasági nehézségek kényszerítették a Daimler Benz részére történő eladását (1998 és 2008 között, különösen az Egyesült Államokban, a Daimler Chrysler holdingtársaság néven ismerték). 1995 óta a Setra a Daimler Benz leányvállalata, az EvoBus GmbH tagja. Az első Setra autóbuszt 1951 áprilisában mutatták be; ez az S8 típus volt, amelyet azért hívtak úgy, mert nyolc üléssort tartalmazott.

## Modellek
Az üléssorok maximális számát a típusjelöléssel lehet azonosítani. Példa: S 8 (= 8 üléssor), S 140 (= 14 üléssor), S 215 (= 15 üléssor), S 417 (= 17 üléssor) vagy S 319 UL (= 19 üléssor). A 200-as sorozattól kezdve, a szám utáni kiegészítések jelezték a felszerelést: áram (400/500 sorozat), H magas padlókonstrukciónál (nincsenek kerekes ívek az utastérben), HD a magas padló, HDH az extra magas padló, DT kétszintes turistabusz, MD közepes magasságú padló (a GT sorozat spinoffja), NF alacsony szintű busz. Korábban volt még a Grand Tourisme (GT), a kétszintes HDS, illetve a városi buszoknál az SL és az NR (alacsony padlójú) jelölés. Csak néhány típus kapott különféle megjelöléseket, például az S 250 Special (egy módosított S 215 HD, amelyet a 300-as sorozat bevezetése után szintén alapszintű modellként kínáltak) és az S 300 NC (egy korábbi alacsony padlójú) városi busz, mint a Mercedes-Benz Citaro elődje.

Setra buszok
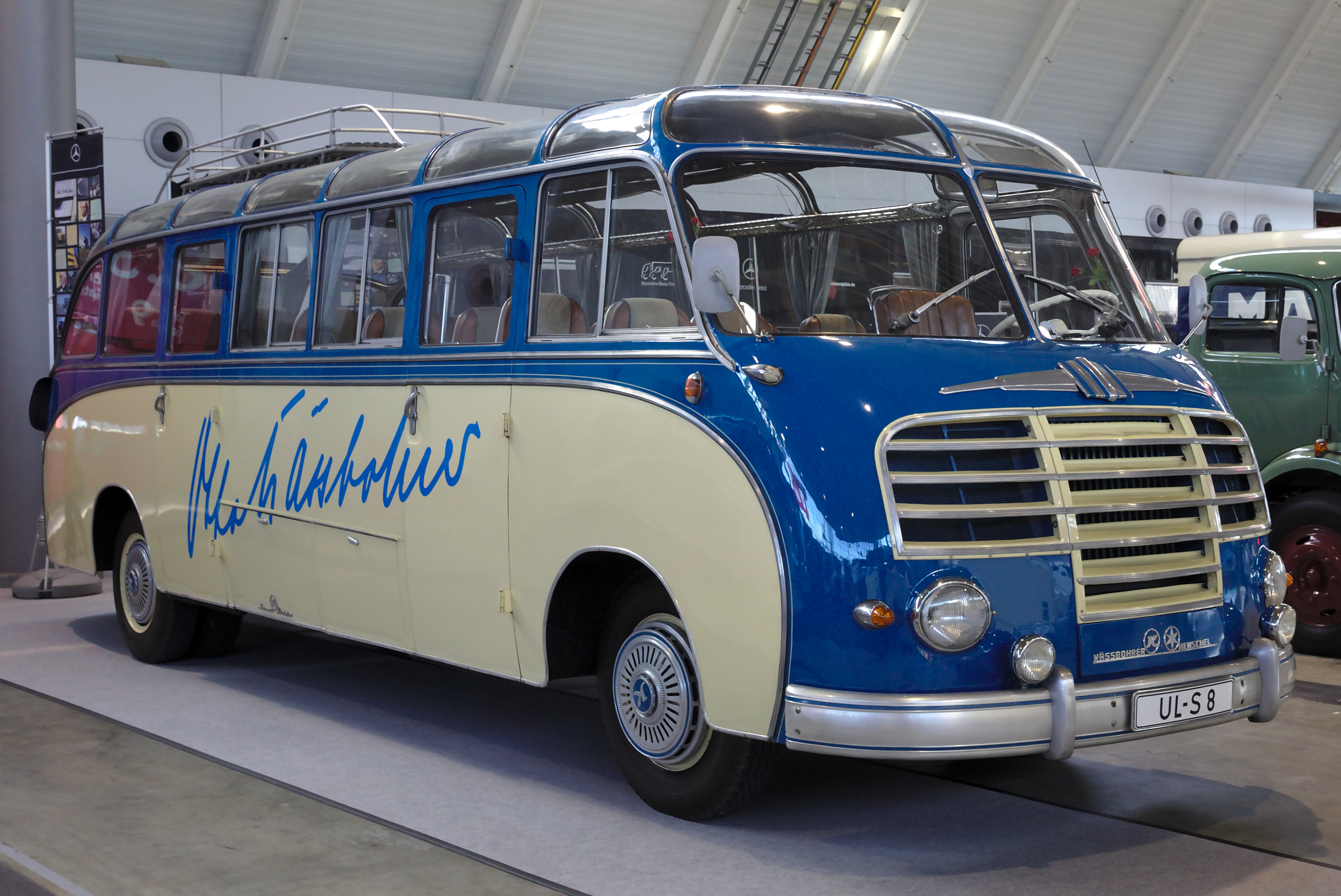
Setra S 8 (1951)
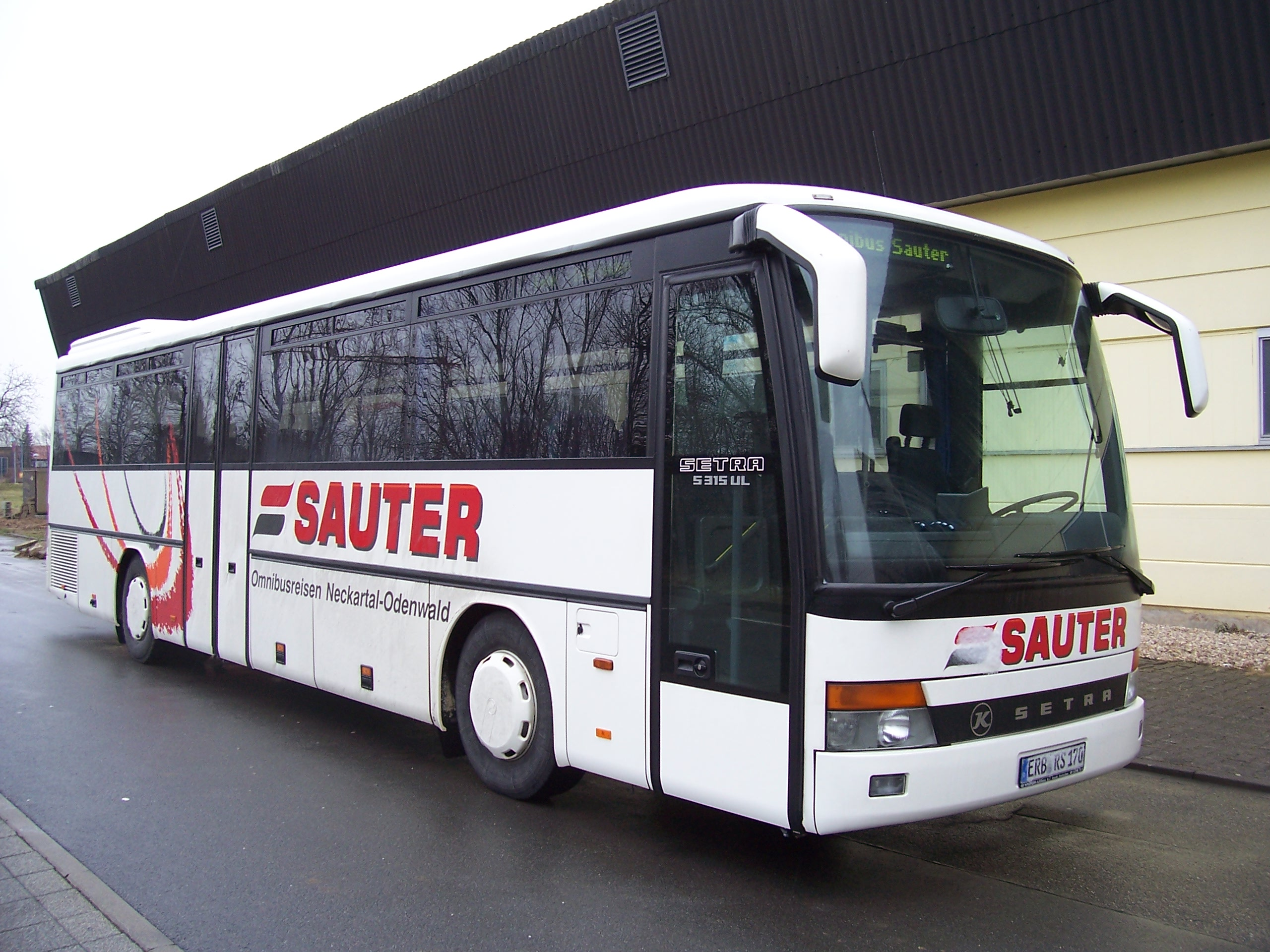
Setra S 315 UL 100
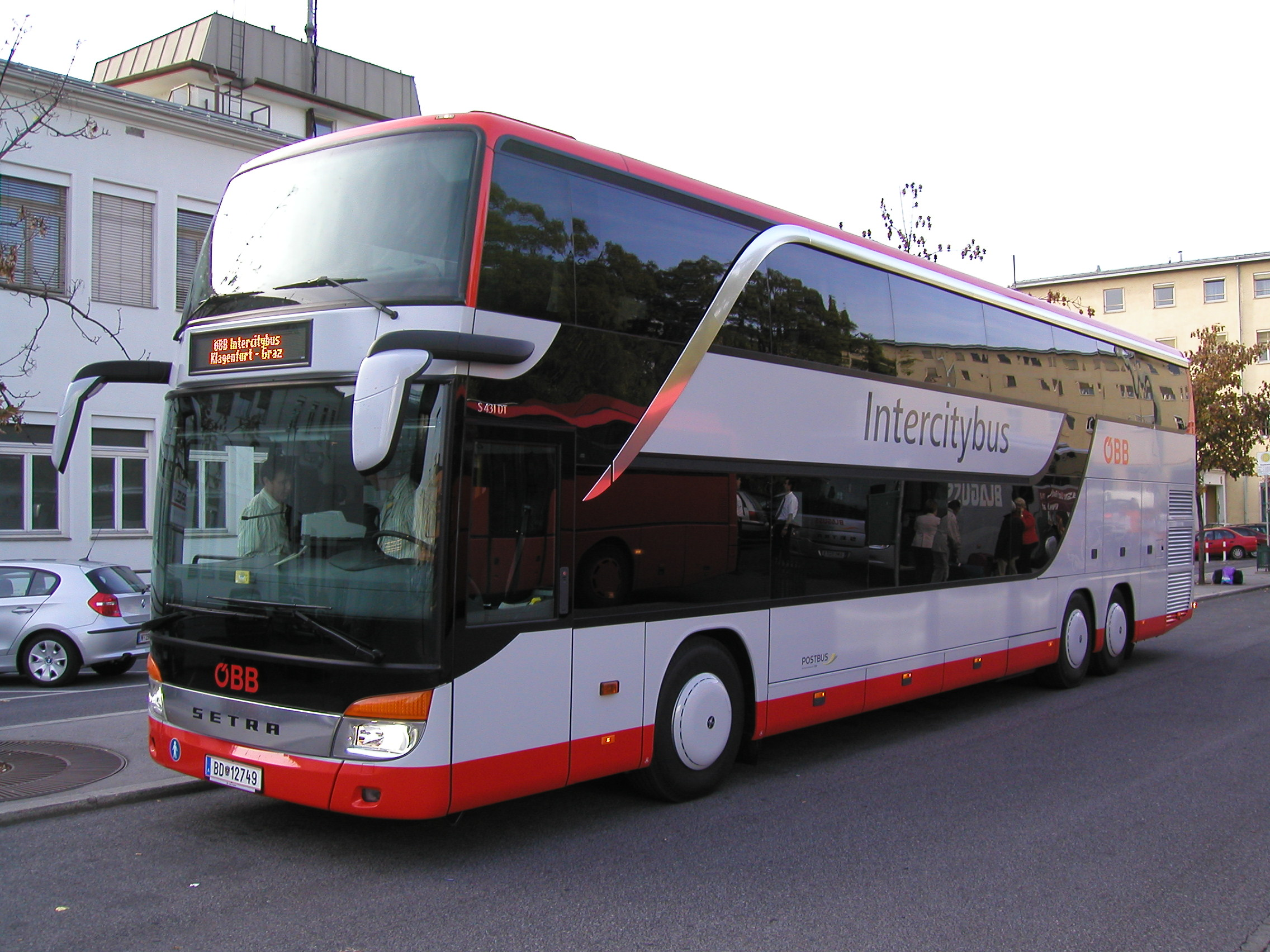
Setra S431 DT
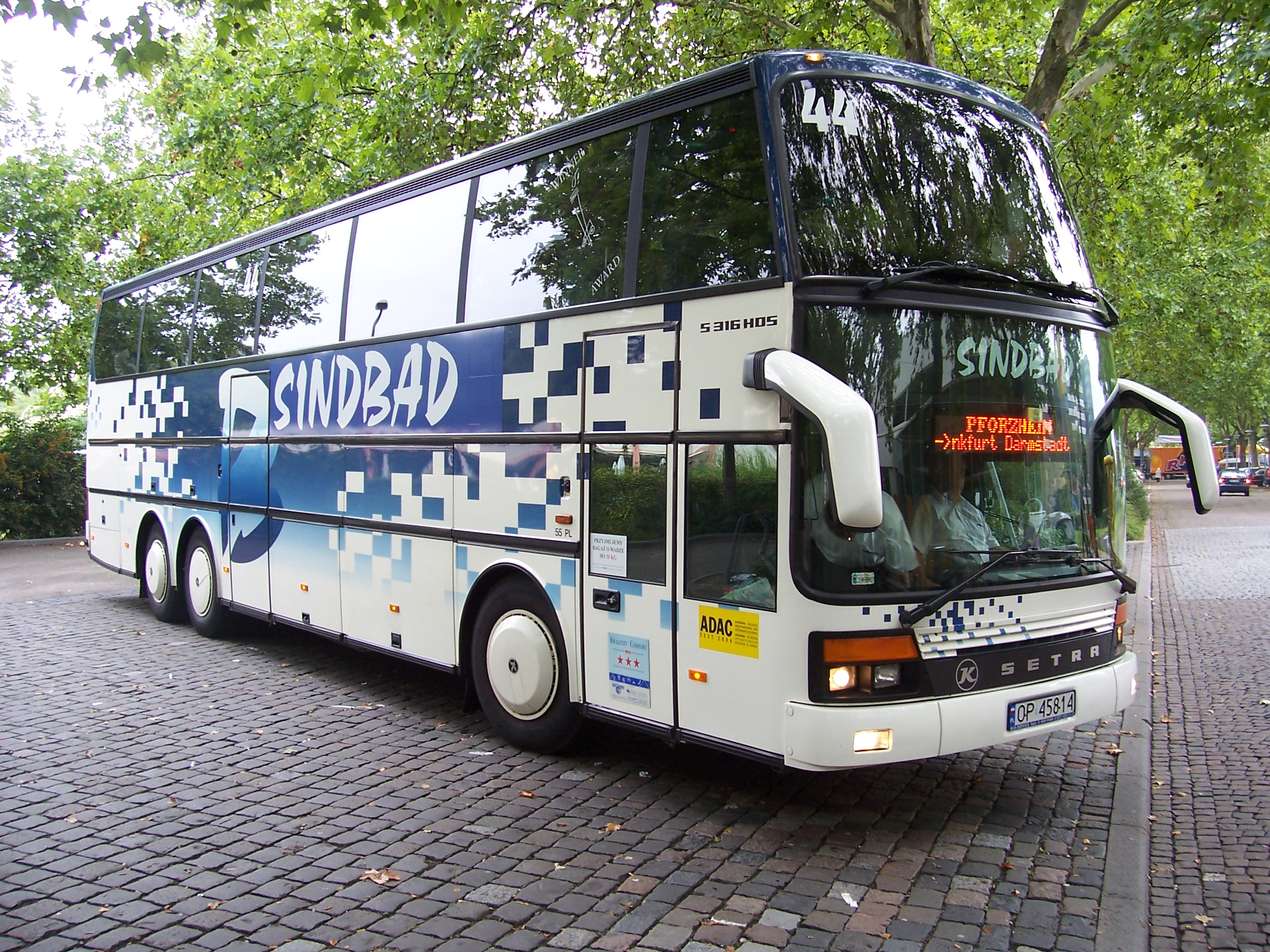
Setra S 316 HDS
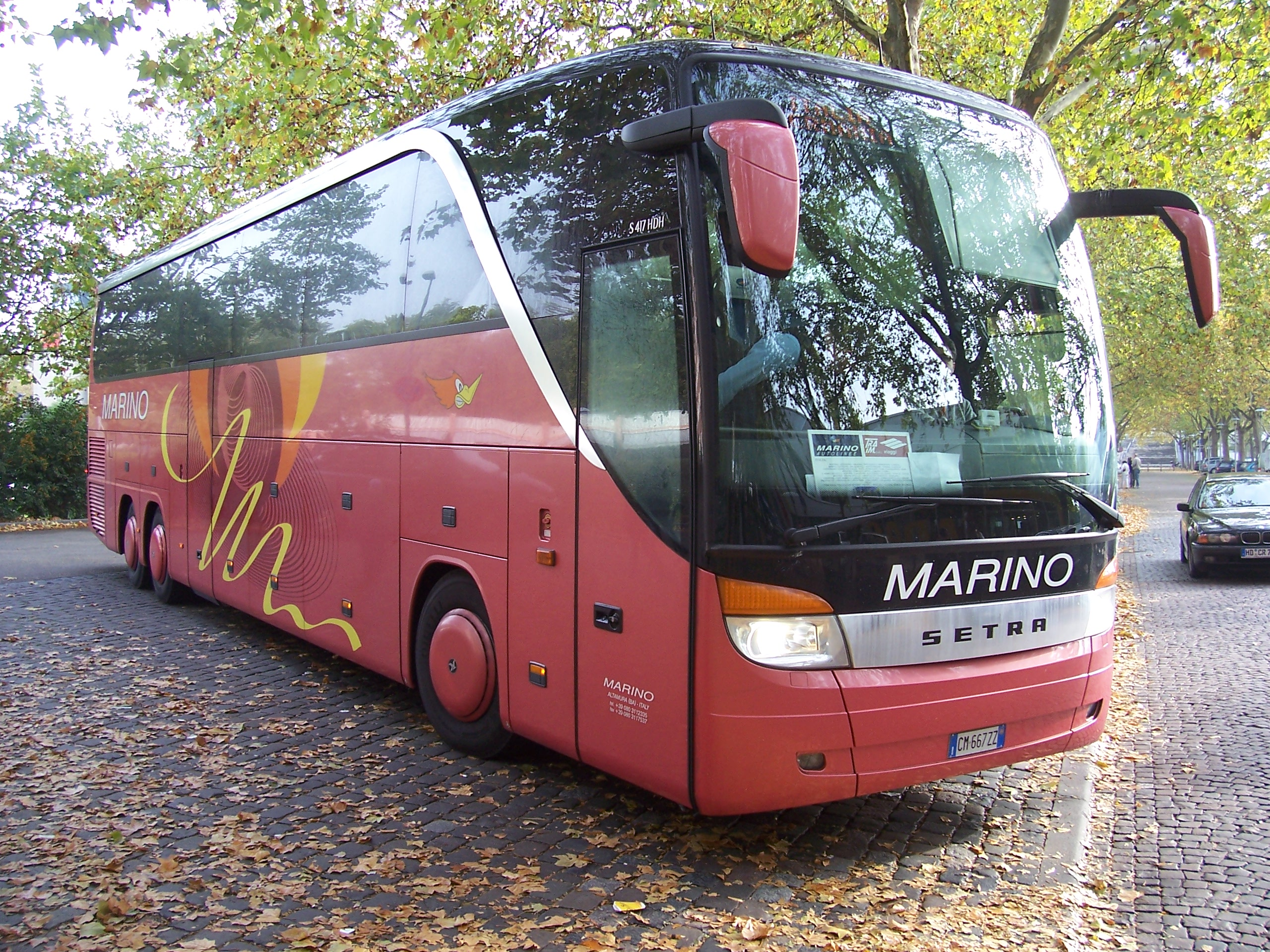
Setra S 417
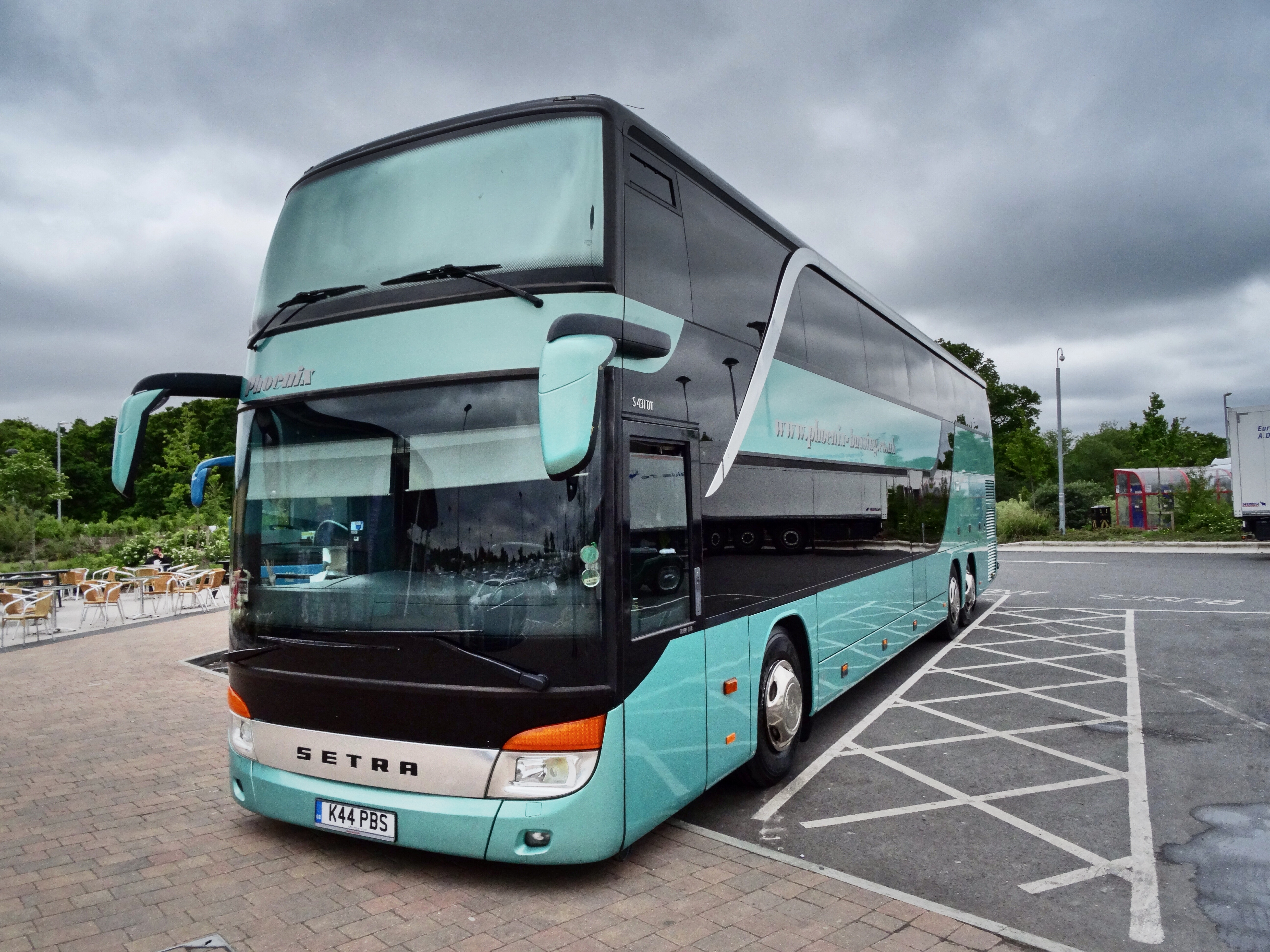
Setra S 431 DT
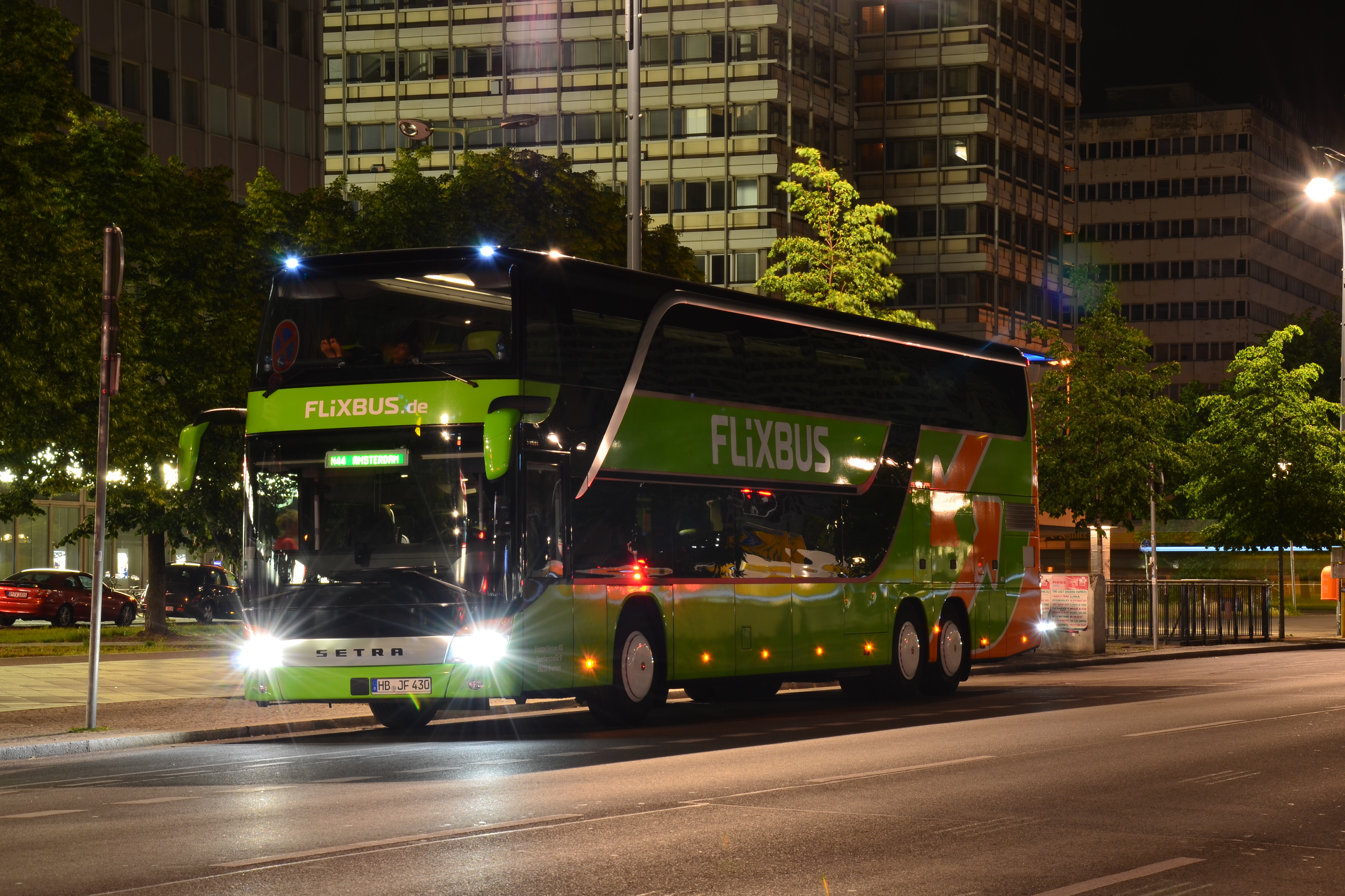
Setra S 431 DT
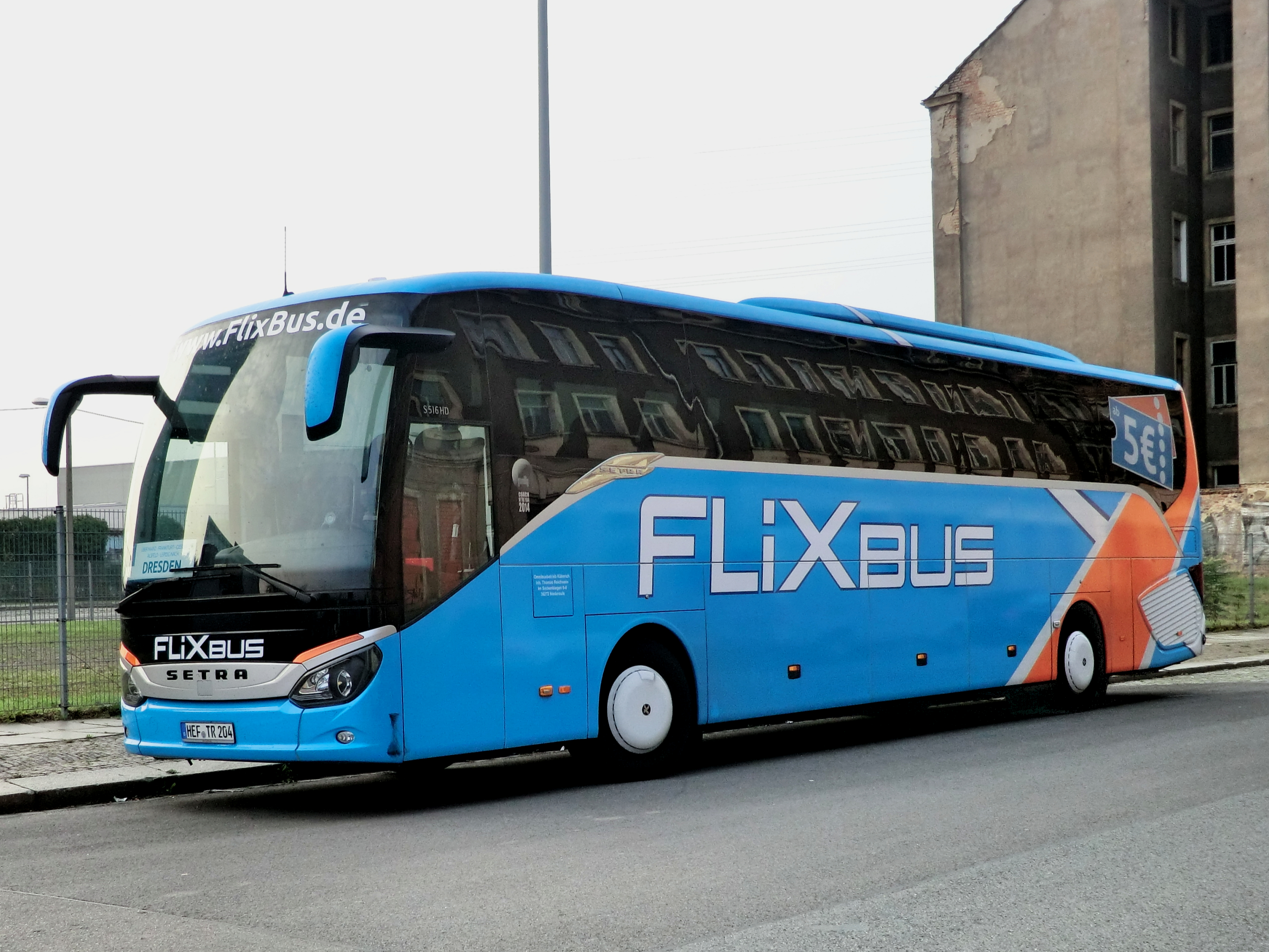
Setra S 516 HD
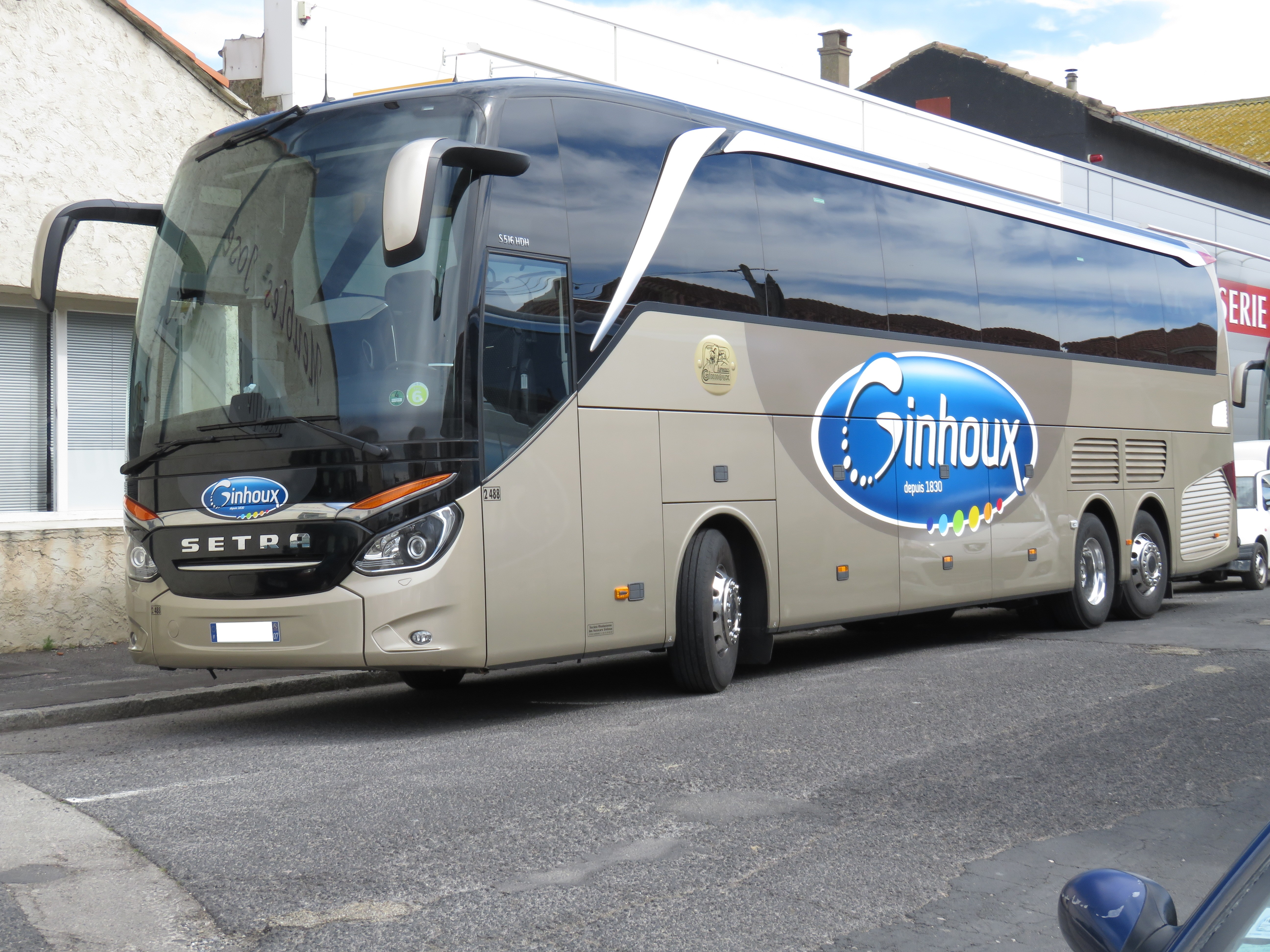
S 516 HDH

## Fordítás
Ez a szócikk részben vagy egészben  a   Setra című angol Wikipédia-szócikk fordításán alapul.  Az eredeti cikk szerkesztőit annak laptörténete sorolja fel. Ez a jelzés csupán a megfogalmazás eredetét és a szerzői jogokat jelzi, nem szolgál a cikkben szereplő információk forrásmegjelöléseként.